# John Van Alphen
Pour les articles homonymes, voir Alphen.
Jan « John » Van Alphen est un footballeur belge né le 17 juin 1914 à Anvers (Belgique) et mort le 19 décembre 1961.
Il a évolué comme milieu de terrain au Royal Beerschot AC. Avec les Anversois, il a remporté deux fois le Championnat de Belgique, en 1938 puis 1939. 
Il a fait partie des Diables Rouges de 1938 à 1944, avec lesquels il a participé à onze rencontres, dont un match de la Coupe du monde 1938.
Il fut également champion de Belgique de boxe (amateur) avant de devenir professionnel.

## Palmarès
- International 1938 à 1944 (11 sélections)
- Premier match international : Belgique-Pays-Bas, 1-1, le 3 avril 1938
- Participation à la Coupe du monde 1938 (joue un match)
- Champion de Belgique en 1938 et 1939 avec le Royal Beerschot AC
- Vice-champion de Belgique en 1937 avec le Royal Beerschot AC